# تا ابد (ترانه سونداست)
«تا ابد» (به انگلیسی: Forever) نام دومین تک‌آهنگ آلبوم خاطره روزگار سرد اثر گروه هوی متال سونداست می‌باشد. این تک‌آهنگ در ۲۶ جولای، ۲۰۱۰ منتشر شد. این ترانه همچنین در سی مارس ۲۰۱۰ وارد آی تونز شده بود.

## پدید آورندگان
- لجون ویترسپون: آواز
- جان کانولی: لید گیتار
- کلینت لووری: ریتم گیتار
- وینس هورنزبی: گیتار بیس
- مورگان روس: درامز